# Cameron Hodge
Cameron Hodge es un supervillano ficticio y oponente de los X-Men ideado por Marvel Comics. Creado por el escritor Bob Layton y el artista Jackson Guice, Hodge apareció por primera vez como un personaje secundario en X-Factor #1 (febrero de 1986) Más tarde, con la escritora Louise Simonson, se reveló que Hodge actuaba en secreto contra los X-Factor como el líder de una organización anti-mutante conocida como La Verdad. Después de que fuera decapitado por  Arcángel la cabeza será unida a un gran ciborg, juntándose más tarde con la raza cibernética extraterrestre conocida como los Falange.

## Historia publicada
Hodge apareció por primera vez en X-Factor Vol. 1, #1 (febrero-marzo de 1986) y fue creado por Bob Layton y Jackson Guice.
El personaje aparece posteriormente en X-Factor #5.4 (mayo-junio de 1986), #7-9 (agosto-octubre de 1986), The Amazing Spider-Man #282 (noviembre de 1986), X-Factor #10-11 (noviembre-diciembre de 1986), Iron Man Annual #8 (1986), X-Factor Annual #1 (1986), X-Factor #13-14 (febrero-marzo de 1987), #16-18 (mayo-julio de 1987), #21-23 (octubre-diciembre de 1987), The New Mutants #60 (febrero de 1988), X-Factor #32 (septiembre de 1988), #34 (noviembre de 1988), #36 (enero de 1989), Los Nuevos Mutantes #95 (noviembre de 1990), X-Factor #60 (noviembre de 1990), The New Mutants #96 (diciembre de 1990), The Uncanny X-Men #271 (diciembre de 1990), X-Factor #61 (diciembre de 1990), Los Nuevos Mutantes #97 (enero de 1991), The Uncanny X-Men #272 (enero de 1991), X-Factor #62 (enero de 1991), The Uncanny X-Men #306 (noviembre de 1993), #313 (junio de 1994), Excalibur #79 (julio de 1994), Wolverine #85 (septiembre de 1994), X-Factor #106 (septiembre de 1994), Cable #16 (octubre de 1994), The New X-Men #16-17 (septiembre-octubre de 2005) y X-Force #3 (junio de 2008).
Cameron Hodge tendrá una entrada en el Manual Oficial del Universo Marvel Actualización '89 #3.

## Biografía ficticia del personaje
Cameron Hodge fue compañero de habitación de  Warren Worthington III en la universidad, también conocido como el Ángel superhumano. Hodge luego aceptó un trabajo de relaciones públicas en una empresa de publicidad de Nueva York. Después de que el equipo de superhéroes de Angel, Los Defensores, se disolviera, Worthington y Hodge idearon un plan para reunir a la plantilla original de los X-Men. Con el plan de Cameron los cinco mutantes trabajarían como agentes mutantes profesionales con el nombre de X-Factor. Ellos utilizarían esta tapadera para contactar y enseñar a jóvenes mutantes.
Sin embargo el plan fracasó pues la campaña publicitaria de X-Factor aumentó la histeria anti-mutante. Además el equipo sufrió una serie de reveses importantes. Después de sufrir lesiones graves durante la Masacre Mutante, Ángel tenía sus alas amputadas. Entonces aparentemente morirá en una explosión de su jet privado. Las tensiones surgieron entre los miembros de X-Factor  Cíclope y la Chica Maravillosa cuando este vio manifestaciones del Fénix alrededor de  Jean Grey (Chica Maravillosa). X-Factor después descubrirá que Hodge había orquestado la amputación y el accidente de avión y tenía creados hologramas simulando a la  Fuerza Fénix. Hodge había sido secretamente Comandante de  La Verdad, un grupo terrorista anti-mutante. Había pensado todo para exacerbar las tensiones anti-mutantes a través de su campaña publicitaria.
Durante este tiempo, Hodge y La Verdad hicieron un pacto con la entidad demoníaca extradimensional N'astirh. A cambio de la captura de los bebés mutantes el grupo pronunciaría un hechizo para abrir un portal desde el Limbo a la Tierra, N'astirh prometió a Cameron la inmortalidad y una eterna existencia de su grupo y su labor creando conflictos entre humanos y mutantes. Pronto Hodge secuestró y torturó a la exnovia de Warren Worthington, Candy Southern. Ángel, que sobrevivió a la explosión de su avión privado y se transformó en el Arcángel gracias a  Apocalipsis asaltará la sede de La Verdad y decapitará a Cameron después de que este matara a Candy.

### Empleados
Los esfuerzos de Hodge le proporcionarían golpes inesperados contra sus enemigos, como su empleado el Ani-Mador que terminaría matando a tiros a  Cifra, un miembro del equipo Los Nuevos Mutantes.
Otro de los empleados de Hodge acabaría convirtiéndose en La Niñera, un poderoso ser cibernético, que con la ayuda de Orphan-Maker, atacaría a los X-Men en múltiples ocasiones.

### Programa Xterminio
Más adelante en el crossover "Programa Xterminio", Hodge aparece vivo, pues su cercenada cabeza había sido conectada a un grotesco cyborg no-humanoide, un destino que dijo fue resultado del pacto que hizo con N 'astirh. Tuvo un papel principal en la política anti-mutante del gobierno de Genosha. En el ataque inicial contra los X-Men son secuestrados los miembros de los Nuevos Mutantes, además de  Tormenta. Uno de ellos,  Warlock, muere cuando Hodge intenta y fracasa en el intento de robar sus poderes de cambiar de forma. A  Wolfsbane le lavan el cerebro y la convierten en una esclava. Los dos últimos, Rictor y  Boom-Boom, conseguirán escapar a las calles. Durante el incidente se revela que Havok, el hermano de Cíclope, había llegado a estar trabajando para Hodge como Magistrado.  Havok recupera su memoria y trata de derrocar Hodge desde dentro.
Hodge se enfrenta a una fuerza combinada de X-Men, X-Factor y Nuevos Mutantes. Wolfsbane y su mente restaurada en parte, juega un papel importante en la derrota de Hodge al transformarse en un lobo gigante que le causa graves daños. La lucha pronto se reduce a Havok, Cíclope y Hodge. El villano en última instancia, queda reducido a la cabeza, todavía inmortal, enterrada cuando  Rictor golpea un edificio y cae sobre ella.

### Falange
Hodge más tarde regresa como un miembro de la raza cibernética extraterrestre conocida como  Falange, irónicamente una forma que él habría tomado si sus esfuerzos con Warlock hubieran tenido éxito. Una vez más, parece ser asesinado por Arcángel. Hodge fue derrotado finalmente por Stephen Lang (la interfaz humana de la Falange,) cuando Lang causó que la ciudadela Falange cayera desde la cima del Monte Everest.

### Purificadores
Los restos de Hodge son encontrados en el Himalaya por un grupo de Purificadores. Más tarde serán reanimados cuando  Bastion los infecte con el virus Transmode obtenido de uno de los hijos de Magus. En X-Men: Legado #237, Cameron Hodge y todo su ejército de "Emoticonos" son asesinados por Warlock, de los Nuevos Mutantes, a instancias de Douglas Ramsey cuando su fuerza vital y la de los emoticonos son absorbidos por la fuerza por Warlock través de su conexión compartida del virus tecnoorgánico Transmode.

## Poderes y habilidades
Antes de su decapitación, Hodge fue el Comandante de La Verdad, así que tenía acceso a todas las armas y los recursos de la organización, incluyendo un traje de batalla de cuarzo de rubí capaz de desviar los rayos ópticos de Cíclope. El ser demoníaco N'astirh le concedió la inmortalidad, es decir, era capaz de sobrevivir a una decapitación y seguir viviendo.
En su forma de ciborg, Hodge tenía la capacidad de entrar en fase (atravesar la materia sólida) y utilizar varias armas especiales. Su cuerpo robot con forma de araña y escorpión estaba equipado con tentáculos, un poderoso aguijón, plasma, armas láser y una pistola de pegamento molecular así como podía disparar bolas de fuego, cuchillos y lanzas de diferentes tamaños. Poseía también un alto grado de invulnerabilidad, suficiente para protegerlo de los ataques combinados de Tormenta, Cíclope y Jean Grey. Este efecto fue supuestamente aumentado por los generadores externos conectados a su ordenador principal. Cuando éstos fueron destruidos, Cíclope y Havok pudieron destruir su cuerpo mecánico pero no matarlo. Además, en la primera aparición de su cuerpo mecánico, tenía una figura de cartón del traje y el cuerpo de un hombre que colgaba del cuello de Hodge, que le daba (a su juicio) una apariencia más normal cuando en su intento de absorber las capacidades tecno-orgánicas de Warlock terminó fracasando.
Como parte de Falange tenía todas sus habilidades típicas pero aparentemente perdió su protección mágica.

## Otras versiones

### Dinastía de M
Cameron Hodge era miembro del Frente de Liberación Humana, un grupo terrorista defensor de la supremacía humana que tenía como objetivo el Proyecto Génesis del Emperador Fuego Solar, un programa destinado a convertir por la fuerza a los humanos en mutantes. Fue detenido tras el ataque en las Naciones Unidas durante el Programa de Liderazgo de los Nuevos Mutantes, aunque el verdadero objetivo era Sean Garrison, agente secreto de S.H.I.E.L.D. y uno de los autores intelectuales del Proyecto Génesis. Los agentes  Josh Foley y  Kevin Ford estaban a punto de torturarlo cuando fueron interrumpidos por la  Agente Noriko Ashida, hija del compañero de Hodge Seiji Ashida, que conocía el paradero de su padre. Ante el temor de ser torturado a manos de Foley y Ford, Hodge convenció a Noriko de que lo matara.

### X-Men Forever
Existe una versión de Cameron Hodge en la realidad de X-Men Forever.

## Otros medios

### Televisión
- En la serie de dibujos animados de X-Men, Hodge apareció por primera vez como un abogado de Hank McCoy, también conocido como  Bestia. Más tarde, Hodge era un embajador que trabaja para el gobierno anti-mutante de Genosha. Después de que el gobierno corrupto fuera derrocado por las fuerzas combinadas de los X-Men y Cable, Cameron, a quien ahora le faltaba un brazo y una pierna por cortesía de  Cable, prometido vengarse de los mutantes. Tuvo la suerte de encontrarse con la raza alienígena tecno-orgánica conocida como Falange. Reconstruyeron sus extremidades faltantes y le otorgaron una parte de su poder, estos se comprometieron a ayudarle a conseguir su venganza y a cambio, él les ayudaría a asimilar el planeta Tierra y sus habitantes. Hodge fue derrotado cuando Bestia, con la ayuda de Amelia Voght,  Forja,  Magneto, Mr. Siniestro y Warlock expulsaron a Falange de la Tierra. Hodge fue posteriormente mencionado de pasada por un grupo militar que buscaba superar a los mutantes, lo que sugería que tenía vínculos con ellos.

### Videojuegos
- Hodge aparece como un villano en el videojuego X-Men: Destiny. En el juego, usa un traje que le permite usar los poderes mutantes creados por los  U-Men, un traje similar es usado más tarde por Bastion en la batalla contra el jefe final.